# Roystonea lenis
Roystonea lenis là loài thực vật có hoa thuộc họ Arecaceae. Loài này được León miêu tả khoa học đầu tiên năm 1943.